# مقبره سید صالح
مقبره سید صالح مربوط به سده‌های متاخر دوران‌های تاریخی پس از اسلام است و در شهرستان ایذه، بخش مرکزی، دهستان مرغاب
، روستای چم ریحان واقع شده و این اثر در تاریخ ۲۵ آبان ۱۳۸۷ با شمارهٔ ثبت ۲۳۷۷۹ به‌عنوان یکی از آثار ملی ایران به ثبت رسیده است.